# محاسبه سنی آسیای شرقی

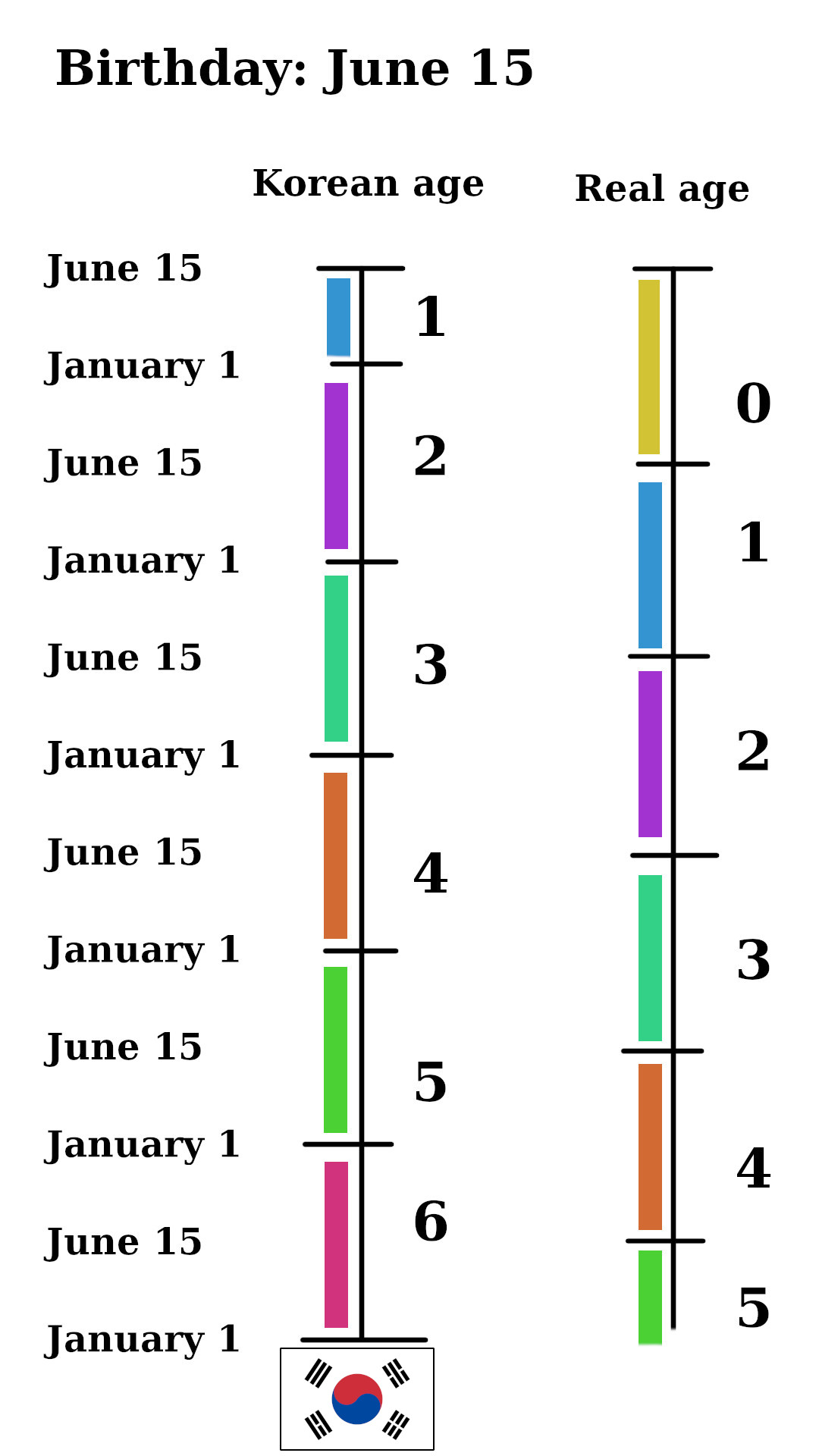
مقایسه سن یک کره‌ای با محاسبه سنی سنتی و رسمی

محاسبه سنی سنتی آسیای شرقی گروهی از روش‌های مرتبط برای محاسبه سن انسان که در حوزه فرهنگی شرق آسیا به کار می‌رود را در بر می‌گیرد که مشخصه آن شمارش سن از ۱ در هنگام تولد نوزاد و افزایش سن در هر سال نو به جای روز تولد است. سن‌هایی که با این روش محاسبه می‌شوند، همیشه یک تا دو سال بیشتر از سن‌هایی است که تنها با روز تولد محاسبه می‌شوند. سوابق تاریخی به دست آمده از چین، ژاپن، کره و ویتنام معمولاً بر پایهٔ این روش‌ها بوده و جزئیات به‌خصوص آنها در طول زمان و مکان متفاوت بوده‌است. کره جنوبی در ۲۸ ژوئن ۲۰۲۳، به صورت رسمی استفاده از این سیستم محاسبه سنی قدیمی را متوقف کرد. این روش قدیمی هنوز هم به صورت غیررسمی در تایوان و چین، کره شمالی و کره جنوبی، سنگاپور و چینی‌ها و کره‌ای‌های خارج کشور به کار می‌رود.
محاسبه سنی به روش چینی، اولین مورد از این روش‌های محاسبه سن در آسیای شرقی است و از این باور در ستاره‌شناسی چینی باستان سرچشمه می‌گیرد که سرنوشت فرد به ستارگانی بستگی دارد که تصور می‌شد در هنگام تولد در نقطه مقابل سیاره مشتری قرار دارند.